# 1994 في الكويت

## المناصب
- أمير الدولة: جابر الأحمد الصباح
- رئيس الوزراء وولي العهد: سعد العبد الله السالم الصباح

## مواليد
- فيصل المفيدي - ممثل.
- بدر الشعيبي - ممثل سعودي.

## وفيات
- عبد الله الرومي - شاعر.
- عبد الله الدويش - شاعر.